# Riu Midosa
El riu Midosa (occità: Midosa, francès: Midouze) és un dels principals afluents de l'Ador. Travessa el departament francès de les Lanas. Midosa és un mot compost format a partir del nom de dos rius: el Midor i la Dosa que conflueixen a Lo Mont de Marsan. La Midosa aflueix a l'Ador a Hourquet, poc després de Tartas.